# Stjepan Poljak
Stjepan Poljak (Zabok, 17 novembre 1983) è un calciatore croato, centrocampista del Zagorec.

## Palmarès

### Club

#### Competizioni giovanili
- Juniorsko prvenstvo Hrvatske u nogometu: 1

Croazia Zagabria: 1999-2000
- Kup Hrvatske u nogometu za juniore: 1

Croazia Zagabria: 1999-2000

#### Competizioni nazionali
- Coppa di Croazia: 1

Dinamo Zagabria: 2000-2001
- Druga hrvatska nogometna liga: 1

Inter Zaprešić: 2006-2007